# Vincenzo Siniscalchi
Vincenzo Maria Siniscalchi (Napoli, 7 agosto 1931 – Napoli, 12 febbraio 2024) è stato un avvocato e politico italiano.

## Biografia
Figlio dell'insigne penalista Francesco Saverio Siniscalchi (Venosa 1887 - Napoli 1966) e di Fanny Ferrante (Domicella 1906 - Roma 1980), si formò come avvocato sulle orme del padre, del quale riprese lo studio napoletano in occasione dell'improvvisa tragica morte nel 1966. Il giovane Siniscalchi, già vincitore dei premi di Eloquenza Rossi e Nicola Amore (alla presenza di Porzio e De Nicola), fu immediatamente ammesso al patrocinio in Cassazione. Allo stesso tempo, fu assistente di Diritto romano (con il Prof. Antonio Guarino) e di Diritto Penale (con i Proff. Remo Pannain ed Enrico Contieri) presso l'Università degli Studi di Napoli Federico II e portando avanti con passione la parallela attività di pubblicista, che proseguì per tutta la vita, spaziando dai temi sociali e del diritto alla critica cinematografica. Sotto questo profilo, fu componente della giunta esecutiva della federazione della Stampa italiana. 
Nel corso degli anni Settanta e Ottanta si consolidò la sua fama di difensore impegnato in casi giudiziari emblematici delle lacerazioni e dei fermenti politici e di costume della società italiana dell'epoca, nel contesto di un difficile passaggio verso l'inveramento dei valori costituzionali nel processo penale. Frequenti furono i processi di questo periodo che videro un'attività difensiva imperniata sui valori della libertà di espressione artistica, che aprirono la strada a una progressiva eliminazione, lungo un arco di ben cinque decenni, della censura cinematografica. Questo periodo fu inoltre caratterizzato dall'attività difensiva a sostegno di rivendicazioni sociali, in linea con l'impegno per l'effettiva attuazione del dettato costituzionale sul diritto al lavoro. 
Di particolare rilievo fu, in questo periodo, la difesa, coronata da assoluzione, degli autori della pubblicazione “L'ape e il comunista”; la difesa di numerosi imputati di associazione terroristica, nonché di imputati in casi giudiziari che mobilitarono e divisero l'opinione pubblica (il delitto del DAMS di Bologna) in un periodo di crescente influenza dei media sul processo; l'attenzione ai temi sociali oltre l'ambito della professione e la profonda cultura cinematografica gli consentirono di affrontare il delicato passaggio dei rapporti tra processo, stampa e televisione con l'equilibrio e la prudenza necessari al ruolo del difensore. In questo periodo fu Presidente del Consiglio dell'Ordine degli Avvocati di Napoli (1987-1989).
Al contempo, la notorietà a livello nazionale e la stima condivisa da avvocatura e magistratura, nonché da colleghi impegnati in processi a sfondo politico in Francia e Svizzera, lo resero il difensore di personaggi celebri del mondo dello spettacolo, del giornalismo e dello sport coinvolti, spesso loro malgrado, in gravi vicende giudiziarie (processi alla Nuova Camorra Organizzata) nonché, sempre più frequentemente, della politica. Frequenti furono i processi per diffamazione a mezzo stampa intentati da noti esponenti politici, prefiguranti l'imminente scontro tra politica e media. Consapevole di questa tendenza, Siniscalchi cercò di contrastarla nell'unica sede possibile, l'aula giudiziaria; particolarmente degna di menzione fu, nel 1989, la sua difesa di parte civile nel processo contro il giornalista più famoso e mitizzato dell'Italia di quegli anni, che dovette assumersi la piena responsabilità di affermazioni gridate e massimaliste il cui contenuto diffamatorio venne confermato. 
Al centro dell'attenzione dei media entrò sempre di più la politica, o meglio l'intreccio tra pubblica amministrazione e politica. Iniziò così la stagione dei processi ai “colletti bianchi”, amministratori pubblici accusati di infedeltà a vario titolo, rapporti tra mondo della finanza e delle imprese e il sistema dei partiti. Moltissime furono le difese di protagonisti, persone fisiche e giuridiche, di queste vicende drammatiche, in cui un solco sempre più profondo sembrò dividere avvocatura e magistratura, in un contesto che vide spesso confliggere il vecchio e il nuovo processo penale.
Verso la metà degli anni Novanta Siniscalchi offrì la propria generosa disponibilità alla rappresentanza politica: fu infatti eletto per la prima volta (in elezioni suppletive) nel 1995 (XII legislatura), per poi essere riconfermato per le due legislature successive (XIII e XIV) per la durata di un decennio. Il sistema maggioritario enfatizzò la stima bipartisan e la notorietà professionale raggiunta non solo nei tribunali ma anche nella sua città di Napoli.
Gli incarichi parlamentari confermarono l'impegno e la passione del giurista e del penalista. Presiedette la Giunta delle autorizzazioni dal 2001 al 2005 e il Comitato per la legislazione dal 2005 al 2006. Fu anche relatore e proponente di numerosissimi testi legislativi.
Si susseguirono, tuttavia, gli impegni da difensore. Prese parte a oscure vicende giudiziarie che coinvolsero imputati giovanissimi in delitti inspiegabili con immensa eco mediatica. I meccanismi del nuovo processo penale posero in risalto la scienza del penalista e l'oratoria concreta e al contempo appassionata, retaggio della nobile tradizione di Castel Capuano, che seppe trasformare in potente strumento di comunicazione. 
Dal 2006 al 2010 fu membro “laico” del Consiglio Superiore della Magistratura (il Parlamento lo votò con 710 voti a favore) confermando la sua capacità di essere promotore di dialogo tra avvocatura e magistratura. Alla cessazione dell'incarico ritornò con rinnovato vigore alla professione forense, che proseguì con passione quasi febbrile fino alla morte, parlando in pubblico dei valori della Costituzione, bussola della sua esistenza.
Morì a Napoli il 12 febbraio 2024 all'età di 92 anni, colto da un improvviso malore durante l'inaugurazione della sede ANPI al Vomero.

### Attività professionale
“Ho assistito innocenti e colpevoli, donne e uomini, poveri e potenti, professionisti, politici, capi di governo, attori, registi, giornalisti, sacerdoti, grandi gruppi industriali accusati di reati economici, finanzieri, banche, campioni dello sport, società calcistiche. Tante volte ho sostenuto il ruolo della parte civile in processi di natura sociale. Questo caleidoscopio mi si affolla a volte nella mente e mi rende soddisfatto di tutte queste impareggiabili esperienze di vita in tantissimi tribunali italiani ed a volte all’estero. Ho vissuto anche, come difensore, la difficile stagione del terrorismo assistendo in Italia e in Germania numerosi appartenenti ai gruppi di rivolta armata. Devo dire che in quella stagione elaborai le esperienze di un garantismo come regola assoluta di garanzia e dei diritti delle parti nel processo e non regole per presidiare solo i diritti di qualche privilegiato”
(V.M.Siniscalchi, intervista a “il Roma” di Mimmo Sica, 27.11.2017) 
Tra le sue difese vi furono quelle in favore del calciatore Diego Armando Maradona in processi penali e di giustizia sportiva, Franco Califano nel processo Cutolo-Tortora, Gigi Sabani, Tinto Brass, Michelangelo Antonioni e numerosi personaggi del mondo dello spettacolo e dello sport. Nel processo per l'omicidio di Marta Russo, difese Salvatore Ferraro dall'accusa di favoreggiamento. Negli anni '70 si impegnò nella difesa di imputati per reati connessi alle attività dei NAP (Nuclei Armati Proletari) e di Autonomia operaia, in particolare la cittadina tedesca Petra Krause. Negli anni '80 difese i politici Ciriaco De Mita, Vincenzo Scotti, Antonio Cariglia (segretario del PSDI) e in numerosi altri processi di Tangentopoli. Assistette numerosi gruppi imprenditoriali, tra i quali Impregilo, Lega delle Cooperative, La Fondiaria Assicurazioni, Ansaldo. Numerose furono le pubblicazioni e relazioni congressuali sui problemi della difesa nel processo penale, sulla libertà di stampa e di diritto dello spettacolo, oltre a quelle di carattere politico parlamentare.

### Attività politica
Il 22 ottobre 1995 alle elezioni suppletive della Camera dei deputati nel collegio "Napoli-Vomero", fu eletto deputato con una coalizione RC-PDS, aderendo al gruppo misto, ma nel febbraio 1996 passò ad Alleanza dei Progressisti.
Fu rieletto nel 1996 con il Partito Democratico della Sinistra-Ulivo,, e dal 2001 al 2006 con i Democratici di Sinistra-Ulivo, sempre nel maggioritario, ed eletto presidente della Giunta per le autorizzazioni a procedere della Camera.
Fu proponente e relatore di numerose leggi in materia di Legislazione Penale anti-corruzione anche in qualità di vicepresidente della Commissione speciale anticorruzione (1997-2001). Presiedette il Comitato per la Legislazione nonché organismi interparlamentari.
Fu eletto, in quota DS, componente laico del Consiglio Superiore della Magistratura per il quadriennio 2006-2010 con 710 voti a favore espressi dal Parlamento italiano.

### Pubblicista e critico cinematorgrafico
Come pubblicista fu critico cinematografico e collaborò alle pagine culturali del Paese Sera, del Mattino, del Corriere di Napoli e altre numerose riviste. Collaborò alla realizzazione di film e sceneggiati televisivi tra i quali La vacanza di Tinto Brass, La Scena di Napoli e Il Processo Cuocolo, di Riccardo Tortora e Marisa Malfatti, Il Caso Graziosi, con Jean-Pierre Cassel e Diego Gullo, e numerosi altri.